# PEAP
Protocolul extensibil de autentificare protejată (în engleză Protected Extensible Authentication Protocol, prescurtat Protected EAP sau PEAP) este un potocol care încapsulează Protocolul extensibil de autentificare (EAP) într-un tunel TLS criptat și autentificat. Scopul protocolului era corectarea deficiențelor din EAP; EAP presupunea că dispune de un canal de comunicare protejat, de aceea nu oferea funcții de protecție a schimbului de mesaje.